# مبادرة كتالونيا الخضراء
مبادرة كتالونيا الخضراء حزب سياسي اشتراكي بيئي في كتالونيا.
في انتخابات البرلمان الأوروبي في عام 2004 خاضت الانتخابات المحلية على قائمة اتحاد اليسار الإسباني. تم انتخاب أحد أعضاء البرلمان الأوروبي راؤول روميفا من مبادرة كتالونيا الخضراء التي انضمت إلى المجموعة الخضراء.
شكلت المبادرة جزءًا من الائتلاف الثلاثي الحاكم السابق (جنبًا إلى جنب مع الحزب الاشتراكي لكاتالونيا واليسار الجمهوري لكاتالونيا وهو حزب يساري قومي كاتالوني) في برلمان كتالونيا. حكم التحالف كاتالونيا من 2004 إلى 2010. أعطيت القيمة المحلية المضافة مسؤولية وزارة البيئة في تقاسم السلطة في الحكومة الجديدة.
مبادرة كاتالونيا لديها اتفاقية شراكة متبادلة مع الخضر إيكو.
It was dissolved in 2019. تم حله في عام 2019. في يوليو 2020 أُعلن عن إعادة تأسيس الحزب ليكون يساريًا أخضرًا.